# Langues tenda
Pour les articles homonymes, voir Tenda.
Les langues tenda sont des langues sénégalo-guinéennes, parlées en Afrique de l'Ouest, principalement au Sénégal, en Guinée et en Guinée-Bissau. Elles comprennent notamment le bassari, le coniagui, le badiaranké et le bédik.  
Les langues sénégalo-guinéennes sont une branche des ouest-atlantiques, qui sont une branche de la famille de langues nigéro-congolaises.